# 도예종
도예종(都禮鍾, 1924년 12월 25일 대구 ~ 1975년 4월 9일)은 대한민국의 교육자, 정치인, 기업인이다. 상주고교 교사, 대구대학 경제학과 강사 등으로 활동했다.
박정희 정권 당시 중앙정보부가 조작한 인민혁명당 사건으로 사형이 집행된 여덟 명 중 한 명이다. 1960년 당시 지방자치제도가 부활하여 영주군교육감 선거에 당선되었지만 민주당 정권은 발령을 거부하여 교육감(후에 교육장으로 개정)에 부임하지 못했다.

## 생애
- 대구광역시 출생
- 1937년 대구 계림초등학교 졸업
- 대구대학 경제학과(현 영남대학교 상경대학 경제학과) 졸업
- 대구대학 경제학과 강사
- 상주고등학교 교사
- 영주군교육청 교육감 당선(당선되었으나 민주당 정권은 발령을 취소)
- 1962년 정치정화법에 추가 선정됨[1]
- 민주민족청년동맹 경북간사장
- 민족자주통일협의회 중앙상무집행위원회조직부책
- 1차 인혁당 사건, 징역 3년
- 영남일보 영천지사장
- 삼화토건 회장
- 2차 인혁당 사건, 사형 (향년 50세)

## 가족 관계
- 배우자: 신동숙 (1930년 ~ 2024년 1월 11일)
  - 슬하: 3남 2녀

## 같이 보기
- 긴급조치
- 인혁당 사건
- 민청학련 사건